# 100 a.C.

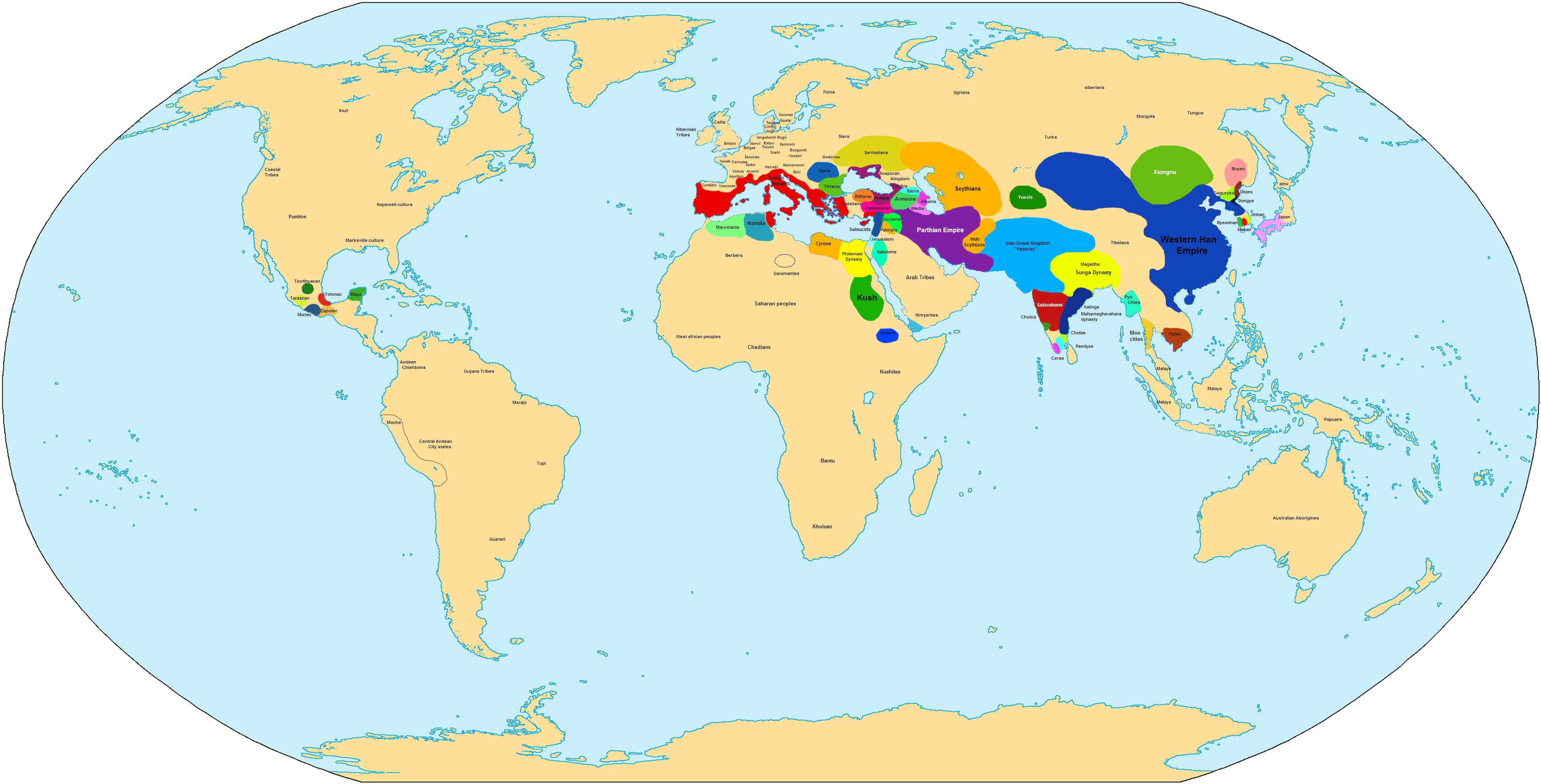
Mapa do mundo em 100 a.C.

## Eventos
- Caio Mário, pela sexta vez, e Lúcio Valério Flaco, cônsules romanos.[1]
- Os dois cônsules, cumprindo ordens do Senado Romano, massacram a revolta iniciada pelo tribuno da plebe Lúcio Apuleio Saturnino, que era alinhado às ideias reformistas dos irmãos Graco, que acaba morto juntamente com alguns aliados, incluindo Caio Servílio Gláucia.

## Nascimentos
- Júlio César, ditador romano.

## Mortes
Elefante da síria (Elephas maximus asurus)